# Betty Blue
Betty Blue（ベティー・ブルー）は、テレビ朝日の深夜ドラマ『MAGICAL ROAD』の中から生まれた日本のガールズバンド。
1990年7月21日にビクター音楽産業よりCDデビューした。 わずか1年半ほどの短期間の活動だったにもかかわらず、メンバーの入れ替わりが激しかった。 シングル1枚とアルバム3枚を残して解散。

## 概要
女優・ソロ歌手として活動していた金子美香が、バンドブーム真っ只中だった1990年にテレビ朝日の深夜ドラマ『MAGICAL ROAD』（1990年4月2日 - 9月24日）の中で、バンドを結成するというストーリーから実際にCDデビューした女性4人組のロックバンド。テレビ局主導による企画バンドとして誕生したため、中心メンバーでボーカルでもあった金子はテレビドラマの終了と共に、1stアルバムに参加したのみで脱退。 その後、新たなボーカルを迎えてバンドだけは存続するも、約1年後には解散となった。

## メンバー
- 佐伯里絵 （2代目ボーカル。2ndアルバムから参加）
  - 1987年に「佐伯りき」の芸名でアルバム『riki』でソロデビュー。Betty Blue解散後は、1994年6月25日に「LiKi」でシングル『それはどこにでもある恋で・C/W遠慮なんてしない!』をリリース。中森明菜のバックコーラス、渡辺美奈代や寺田恵子への作詞提供などを行った。 その後しばらく音楽活動から離れたが、「佐伯りき」として2011年より活動を再開。自由が丘のライブカフェ「hyphen （ハイフン）」にて月1回ライブを行うようになった。
- 奥田敦子 （2代目ギター。3rdアルバムから参加）
- 山本倫子 （ベース。旧姓：河内。愛称：ノン）
  - 元「GANGLAND」「RAJAS」「MINAKO with WILD CATS」のメンバー。
  - 夫は元「ZODIAC」「RAJAS」の山本好一。
- 水戸恵子 （ドラム）

### 脱退メンバー
- 金子美香 （初代ボーカル）
  - 『スター誕生!』に出場し、渡辺プロダクションにスカウトされ1987年に歌手デビュー。
- 大谷まり （初代ギター）
  - 1986年にバンド「SCHOOL DAZE」でデビュー。「Betty Blue」解散後は名前を「RANDY」に改名、バンド「ACID LOVE」「エアロざます。（AEROZAMATH）」に参加。

## ディスコグラフィ

### シングル
- 夢みる頃すぎて　C/W　STORMY NIGHT （1990年7月21日）
  - 『夢みる頃すぎて』は、日本のヘヴィメタル・ロックバンド「ACTION」の原曲の歌詞違いによるカバー。テレビ朝日の深夜ドラマ『MAGICAL ROAD』のテーマ曲。

### アルバム
- Hush! （1990年10月17日）

1. 夢みる頃すぎて
2. ROCK STEADY
3. Tears
4. TRIANGLE LOVE
5. STORMY NIGHT
6. Lovin' You

- JADE （1991年3月21日）

1. I'm so Lonely
2. B・A・D Sexuality
3. Jade
4. Get Me Your Love
5. Dreamer
6. Crazy For You
7. Living Alone
8. Rock'n Roll Party
9. Mのバラード

- No Big Fuckin' Deal （1991年10月21日、プロデュース：大谷令文）

1. NO HEAD
2. N.B.F.D.
3. CINDERELLAシンドローム
4. KILLER MU
5. LAUGHIN' MOON
6. MIDNIGHT TOWN
7. 遊園地
8. SMALL VACANCE!
9. 恋しいほどに…
10. TRUE LOVE